# Фотографски филм
За други значения на филм вижте филм.
Фотографският филм (фотолентата) представлява целулоидна лента, покрита със светлочувствителен материал, върху който се проектира изображението. Филмът е матрица, покрита със светлочувствителни микрокристали от сребърен халогенид, които са разпръснати в полимерна среда (обикновено желатинова). В началото (през 19 век) в практиката са се използвали живачни съединения, оловен йодид, меден бромид и др.
За да се получи изображение върху филма, той се осветява за определено време. Това време зависи от факторите, определящи експозицията – отвор на диафрагмата, светлочувствителност на негатива, осветеност на обекта. Негативът се съхранява на тъмно, за да не може светлината да въздейства на запечатаното изображение, след което се поставя в проявяващ разтвор. Той най-често е воден разтвор на химически вещества: в черно-бялата фотография се използват глицин, метол, амидол и др. След проявяването негативът се измива, за да не може химикалите да продължат да действат върху него.
Филм с т.нар. „Leica-формат“ има широчина на лентата 35 mm и размер на кадъра 24х36 mm. Тези фотоленти са поставени в метални или пластмасови касети и имат перфорация по краищата. Това са най-разпространените филми, защото са предназначени за малкоформатните фотоапарати. Те са с различна дължина на лентата – за 12, 24 или 36 кадъра.
Филмите Rollfilm са с ширина 60 mm и са предназначени за средноформатните фотоапарати с размер на кадъра 4,5х6; 6х6; 6х7; 6х9 или 6х12 cm. С този тип фотоленти работят предимно професионалните фотографи.
Филмите за голямоформатните професионални фотоапарати не са ролни, а във вид на пластини (фотоплаки) с различен размер: от 10х12 до 30х40 cm.